# 14141 Demeautis
14141 Demeautis eller 1998 SR1 är en asteroid i huvudbältet som upptäcktes den 16 september 1998 av OCA–DLR Asteroid Survey (ODAS). Den är uppkallad efter amatörastronomen Christophe Demeautis.